# Dracena guyanská
Dracena guyanská (Dracaena guianensis), také dracena krokodýlovitá nebo teju krokodýlovitý, je ještěr z čeledi tejovitých, obývající deštné pralesy severní části Jižní Ameriky.

## Vzhled
Může dosáhnout délky až 120 cm a váhy 4,5 kg. Tělo je robustně stavěné s krátkými končetinami, hřbet má krytý osteodermy, které ho chrání před predátory jako je např. kajman brýlový nebo anakonda velká. Dracena má základní olivově zelené zbarvení, které na hlavě může přecházet do červené nebo oranžové.

## Způsob života
Vzhledem ke skrytému samotářskému způsobu života se o jejím chování v přirozeném prostředí mnoho neví. Je obojživelným druhem, obývajícím mokřady a břehy vodních toků; kvůli odpočinku šplhá na stromy a vybírá si větve visící nad vodou, což jí umožňuje rychlý únik v případě ohrožení. Adaptací na vodní prostředí je zploštělý ocas usnadňující plavání a mžurka chránící oko. Živí se převážně vodními měkkýši, jejichž ulity drtí silnými zploštělými zuby. K vyhledávání potravy jí slouží citlivý jazyk vybavený čichovými orgány.

## Rozmnožování
Samice klade tři až deset vajec dlouhých až 6 cm do termitích hnízd, kde trvá inkubace při teplotě okolo třiceti stupňů pět až šest měsíců. Mláďata dosahují pohlavní dospělosti ve věku tří let, dožívají se deseti až patnácti let.

## Vztahy s člověkem
Dracena guyanská bývá lovena pro kůži nebo pro chov v teráriích, jako úzký potravní specialista však pobyt v zajetí špatně snáší.

## Chov v zoo
Dracena je chována přibližně ve čtyřech desítkách evropských zoo. Mezi nimi jsou také čtyři české zoo:
- Zoo Brno
- Zoo Plzeň – AkvaTera
- Zoo Praha
- Zoo Zlín
- Zoo Liberec

### Chov v Zoo Praha
Dracény jsou v Zoo Praha od srpna 1995. První odchov se podařil o necelé tři roky později – v červnu 1998. Jednalo se o světový prvoodchov. Ke konci roku 2017 chovala zoo čtyři jedince. V průběhu roku 2018 byl dovezen samec a samice, takže na konci roku 2018 bylo chováno šest jedinců.
Původně byly chovány v pavilonu kočkovitých šelem, aktuálně jsou k vidění v pavilonu Terárium při Rezervaci Bororo v někdejším pavilonu velkých savců v dolní části zoo. Během jara 2025 byla návštěvníkům představena nová chovná skupina.